# Беатріс Вуд
Беатріс Вуд (англ. Beatrice Wood, 3 березня 1893, Сан-Франциско — 12 березня 1998, Охай) — американська художниця, скульпторка, керамістка, письменниця і журналістка, яка вплинула на такі напрямки, як дадаїзм і сюрреалізм.

## Життєпис та творчість

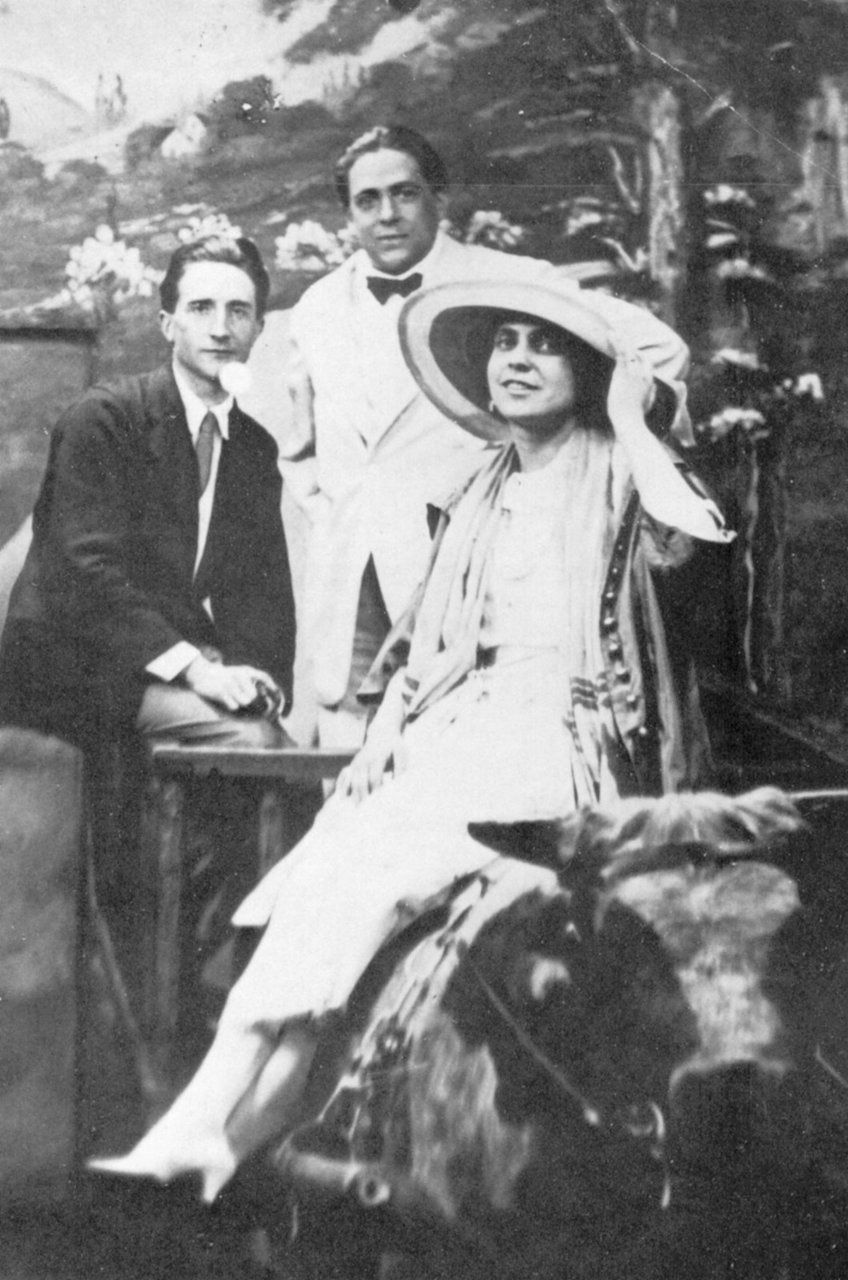
Марсель Дюшан, Франсіс Пікабіа та Беатріс Вуд у Бродвейському фотомагазині, Нью-Йорк, 1917 рік

Беатріс народилася 1893 року в багатій, респектабельній родині. У 1898 році Вуди переїжджають до Нью-Йорка, звідки часто здійснюють поїздки до Європи. Юність дівчини — аж до початку першої світової війни — проходить у Парижі, де вона, починаючи з 1912 року, вивчає історію мистецтва в художній Академії Жуліана. Деякий час Беатріс проводить також у Живерні, місті Клода Моне. З початком воєнних дій вона повертається до Нью-Йорка. Тут Беатріс Вуд, спільно з Марселем Дюшаном та Анрі-П'єром Роше видає перший в Америці дадаїстський журнал The Blind Man. У 1920-ті роки за дівчиною закріпилася назва «Мама Дада».
Вуд мала незалежний, ексцентричний характер. Внаслідок стосунків, що нещасливо закінчилися, та наступного шлюбу, вона потрапляє до Монреалю, де деякий час виступає танцівницею у вар'єте. Відносини її із заможними батьками були дуже напруженими, оскільки вони не бажали, щоб їхня донька вела богемний спосіб життя. Бажаючи стати вільною художницею та заробляти цим на життя, Беатріс їде в Лос-Анджелесу, вивчає там майстерність кераміки і з початку 1930-х років присвячує цьому мистецтву свою творчість. Оселившись потім у каліфорнійському містечку Охай, Беатріс Вуд багато уваги приділяє східним містичним вченням та філософії. Перебувала у тісному контакті з гуру-теософом Джідду Крішнамурті, який мав на художницю величезний вплив. У 1938 році вона знову одружується, цього разу з інженером Стівом Хоггом.
У 1948 році Беатріс Вуд оселилася в Охаї, штат Каліфорнія в США, щоб бути поруч з філософом Джідду Крішнамурті. Вона стала довічним членом Теософського товариства — Адьяр. Співпраця з цими асоціаціями значно вплинули на її художню філософію. Вуд також викладала та жила поряд із школою Хеппі Веллі, відомої зараз як школа Безант Гілл.
У 90-річному віці Вуд стала письменницею, заохочена своєю подругою Анаїс Нін. Її найвідомішою книгою є її автобіографія «Я шокую себе» (1985). Серед її літературних творів найвідоміші: The Angel Who Wore Black Tights, автобіографічної I Shock Myself, а також Pinching Spaniards та 33rd Wife of a Maharajah: A Love Affair in India. Писала під псевдонімом «графиня Лола Скревінська».
Коли її запитали про секрет довголіття, Вуд відповіла: «Усьому я завдячую книгам про мистецтво, шоколаду та молодим людям». Вуд все життя була вегетаріанкою, утримуючись від алкоголю та куріння.
Беатріс Вуд протягом 85 років вела щоденники. У 2011 році Френсіс М. Науманн та його дружина Марі Т. Келлер відредагували добірку її журналів, в яких розповідалося про її мистецьке життя.

## Визнання
У 1961 році проходила виставка робіт Беатріс Вуд у Японії, в 1961—1965 роках вона проживала та працювала в Індії, а в 1972 році знову відвідувала Індію.
Не дотримуючись якихось конкретних політичних чи ідеологічних теорій, Вуд дуже вплинула на розвиток деяких сучасних їй художніх течій, зокрема дадаїзму. Серед її близьких знайомих і коханців слід назвати такі великі постаті світової культури XX століття, як композитор Едгар Варез, скульптор Константін Бранкузі, художники Франсіс Пікабіа, Ман Рей та Джозеф Стелла, письменниця Анаїс Нін.
У 1994 році Смітсонівський інститут назвав Беатріс Вуд «Шановним американським художником». Вуд залишила свій будинок і студію фонду Happy Valley. У 2005 році фонд звернувся до Кевіна Вергіла Воллеса з проханням перетворити його на Центр мистецтв Беатріс Вуд.

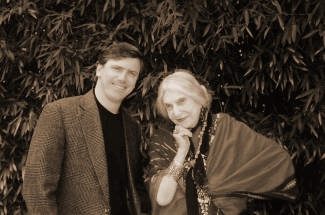
Беатріс Вуд (праворуч) та Том Нефф в Охаї в 1993 році

- «Беатріс Вуд: Мама Дада»: цей документальний фільм режисера Тома Неффа було випущено на 16 мм плівці в Лос-Анджелесі, штат Каліфорнія 3 березня 1993 року, до 100-річчя Вуд.
- Вуд також частково була прообразом для ролі Рози Дьюїтт Б'юкейтер, вдови у 101-річному віці з відомого художнього фільму Джеймса Камерона «Титанік», зіграної акторкою Глорією Стюарт. За словами Кемерона, дружина Білла Пекстона позичила йому примірник «I Shock Myself». Почавши читати, він зрозумів, що:

перший розділ майже буквально описує персонажа, якого я вже писав для «Старої Рози» … Коли я зустрів її [Беатріс Вуд], вона була чарівною, креативною та неймовірно смішною … Звичайно, «Роза» у фільмі — це лише перефраз Беатріс, поєднаний з багатьма вигаданими елементами.
Відповідно до її некрологу в тижневику «Ojai Valley News», Кемерону вручили «П'яту щорічну кінопремію Беатріс Вуд».
Померла 12 березня 1998 року, за 9 днів після свого 105-річчя.